# Fregatt

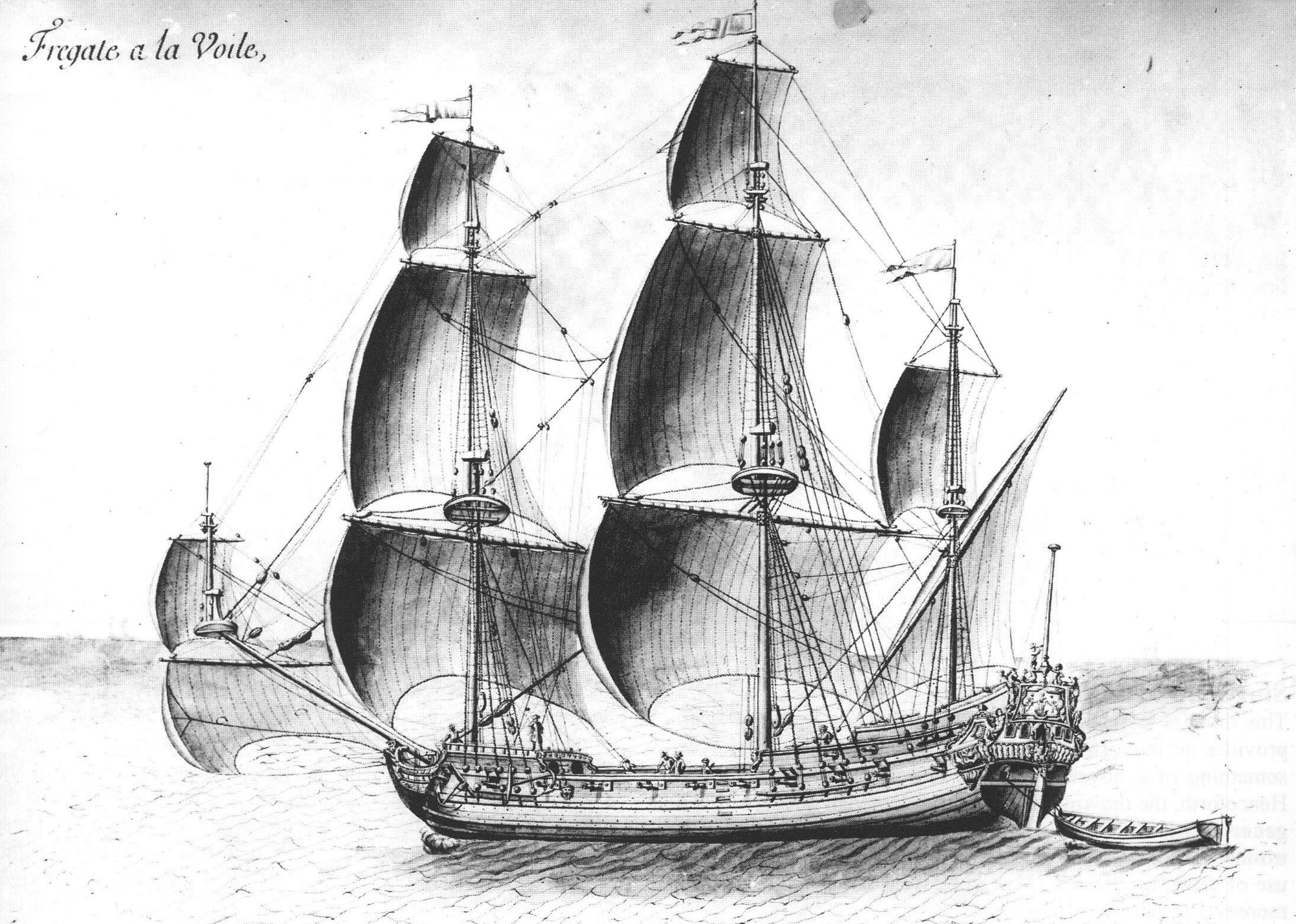
Fregatt 1675–1680 körül

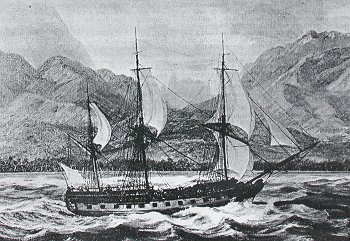
A francia La Boudeuse fregatt (17. század)

A fregatt mint hadihajó-típusnév az idők folyamán többféle hajót is takart.

## Vitorlás fregattok
Eredetileg a 16. és 17. századi, 3 árbócos, de a sorhajónál kisebb, IV. és V. osztályú hadihajókat nevezték fregattnak. Vízkiszorítása 600 t alatti volt, fegyverzete 20-50 ágyúból állt. Nagyon gyors járású hajó volt, mert kisebb méretei ellenére is a sorhajókhoz hasonló nagyságú vitorlázattal szerelték fel. Három árbócán öt, orrárbócán két keresztvitorlát hordott, s a tatárbóc felszereléséhez még egy csonkavitorla is tartozott. Így a 17. és a 18. század fordulóján megjelent a teljes vitorlázatú hajó, ez legalább háromárbócos, teljes keresztvitorlázatú hajót jelentett. Mivel az első teljes vitorlázatú hajó a fregatt volt, ezért a fregatt és a teljes vitorlázatú vitorlás elnevezés egyenértékűvé vált. A fregattokat a gyarmatokkal való kapcsolattartásra, a partvidékek védelmére és a konvojok, egyben a sorhajók kísérésére és az idegen kereskedelmi hajórajok lerohanására használták. A vitorlás fregattok és korvettek a mai modern cirkálók közvetlen elődei.

## Gépi meghajtású fregattok
A fregattok a 20. században jelentek meg ismét, a második világháború kitörése előtt. Nagy-Britannia számított arra, hogy a közelgő háború során a németek jelentős tengeralattjáró-flottájukkal ismét állandó támadásokat fognak intézni a brit konvojok ellen. A rombolóik száma azonban nem volt elegendő az állandó kíséretre. Ekkor született meg új – a rombolónál kisebb – kísérőhajó-osztályként a fregatt és a korvett. Ezek a fregattok 1200-1600 t kiszorításúak voltak, és 20-22 csomós sebességgel tudtak haladni. 2-6 db 10,2 cm-es ágyúval, továbbá tengeralattjárók elleni fegyverzettel voltak felszerelve.

## Irányított rakétás fregatt
A mai korszerű fregattoknál is végbement egy minőségi és méretbeli növekedés. Mára 1500-5000 t vízkiszorításúak, méreteikben utolérték a második világháborús rombolókat. Sebességük 25-35 csomó. Fegyverzetük elsősorban a tengeralattjárók elleni hadviselésre szolgál, de vannak általános feladatúak is, légvédelmi és felszíni célok elleni rakétákkal valamint torpedóvetőkkel. Fedélzetükön megtalálható általában egy helikopter-leszállóhely, a nagyobb hajókon hangárral. Mivel a hajók méretei korlátozottak, a többféle feladathoz sokféle fegyverrendszer kell, ezért adott célra kialakított fregattok jelentek meg. Így van légvédelmi, tengeralattjáró-vadász és flottakísérő fregatt is.